# ماوند (اکلاهما)
ماوند(به انگلیسی: Mounds) شهری در ایالت اکلاهما کشور ایالات متحده آمریکا است که جمعیت آن در سرشماری سال ۲۰۱۰ میلادی، ۱٬۱۶۸ نفر بوده‌است.